# Luisenfriedhof II

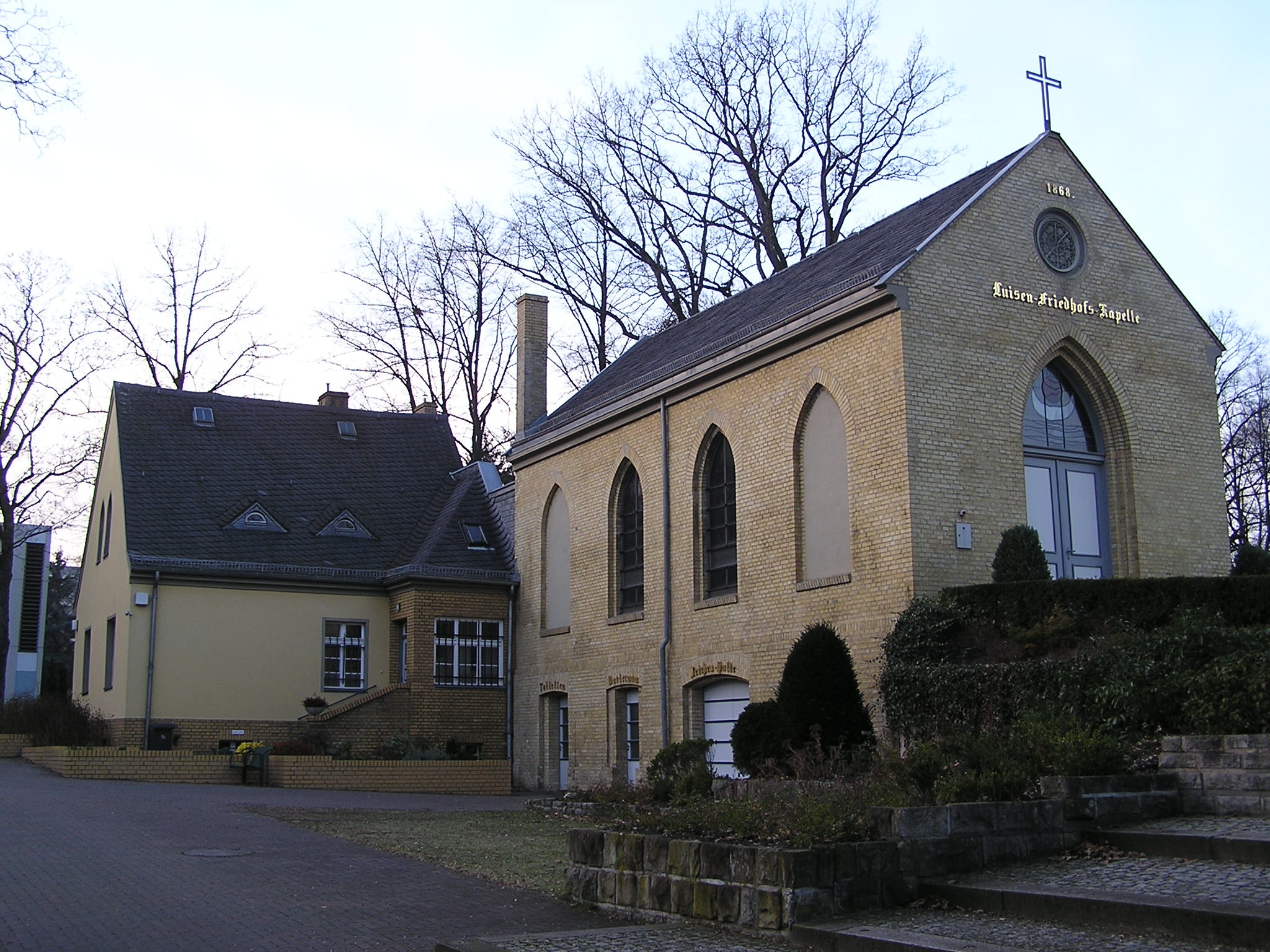
Friedhofskapelle mit Verwaltungsgebäude

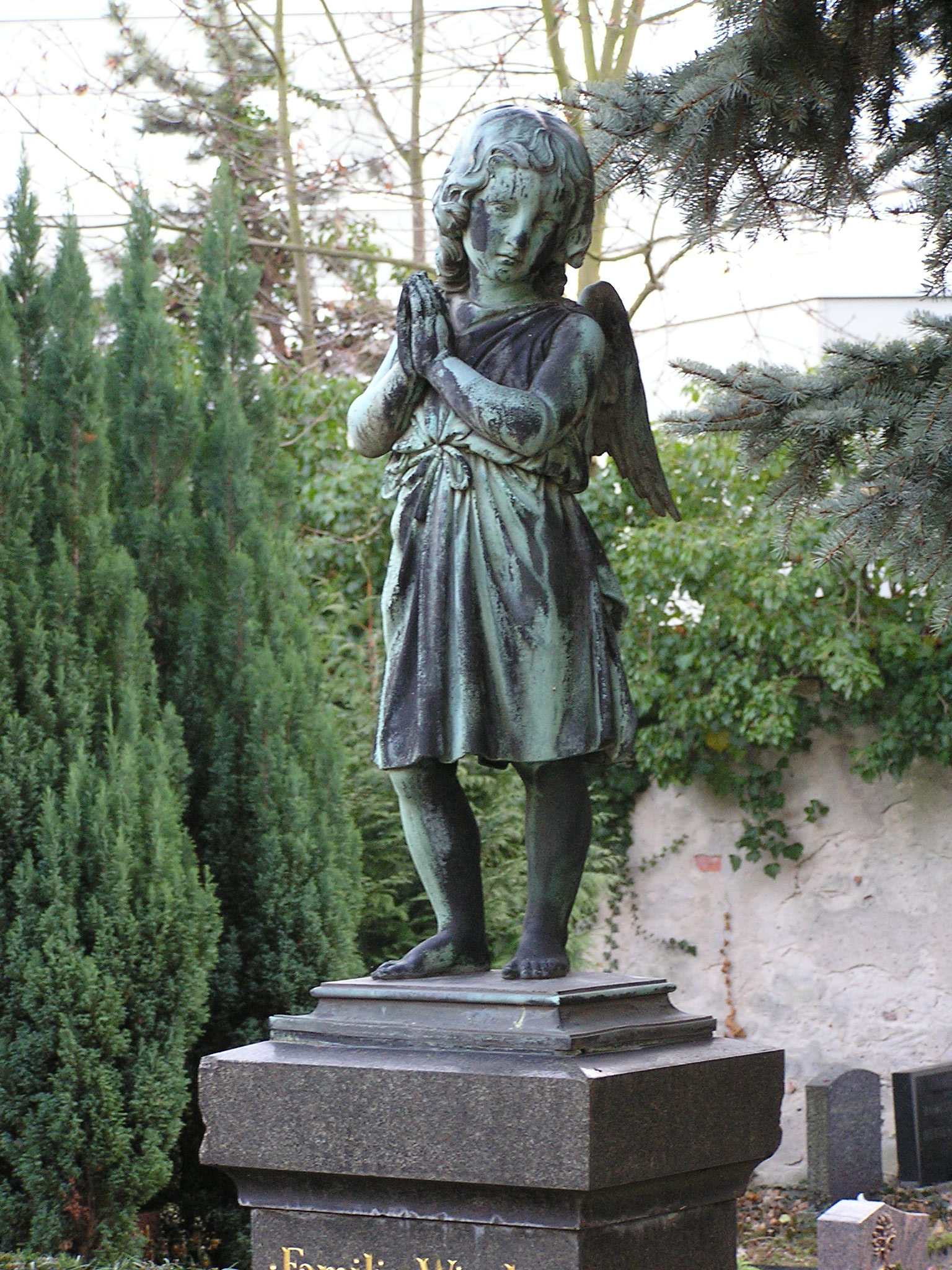
Engel der Gießerei Gladenbeck & Sohn

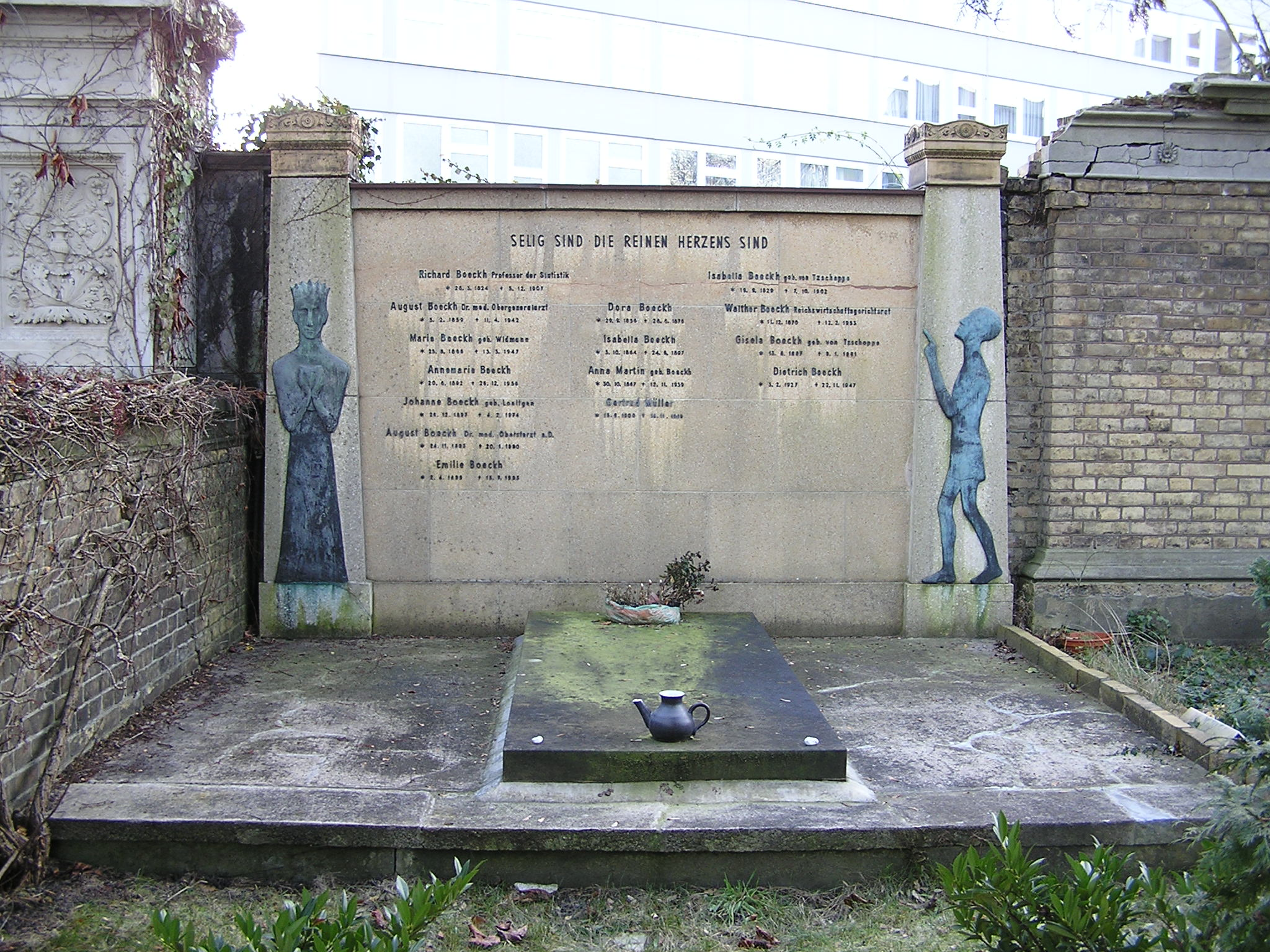
Familiengrab Boeckh mit Reliefs von Tzschoppe

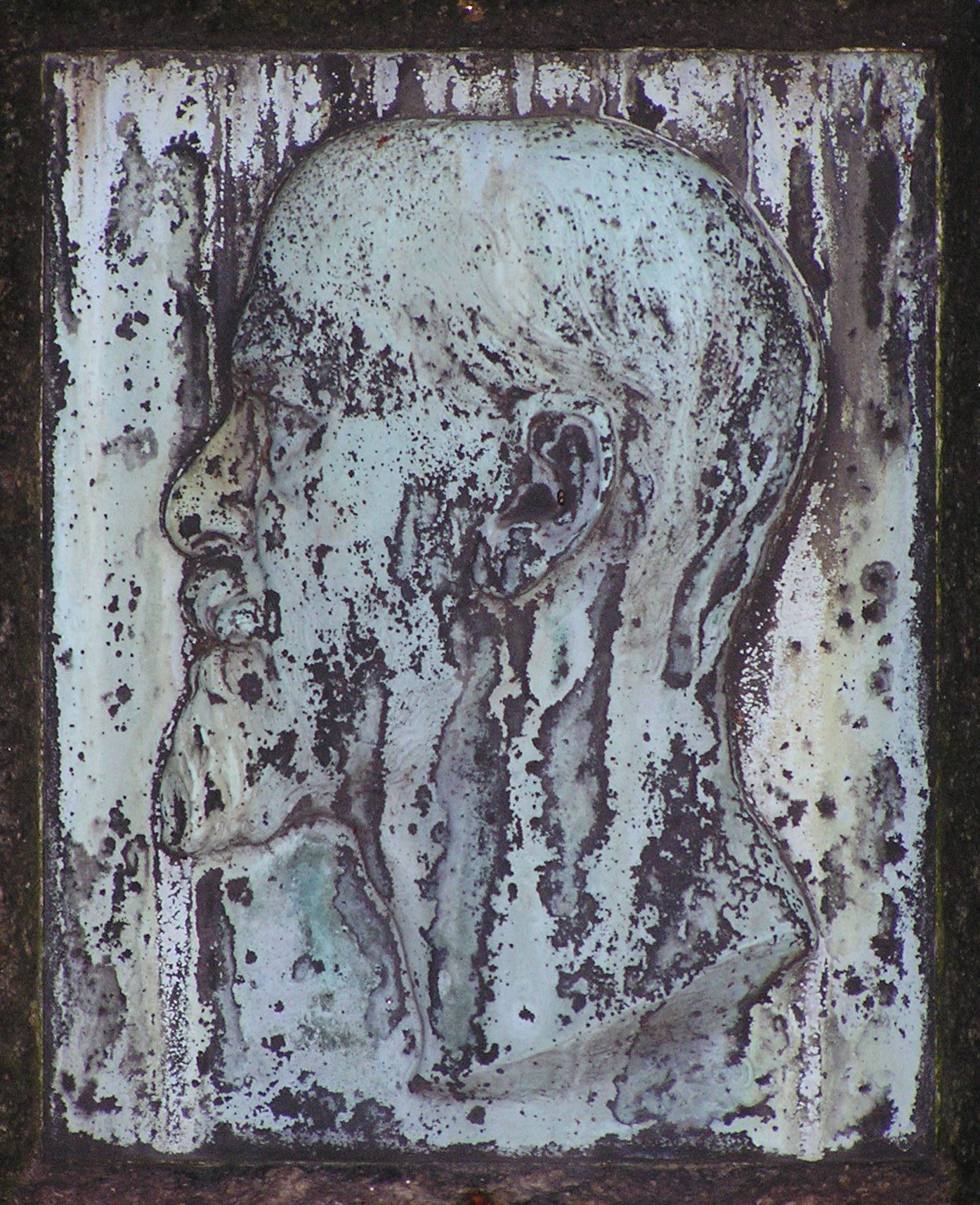
Von Fritz Schaper angefertigtes Relief am Grabmal von Julius Wolff

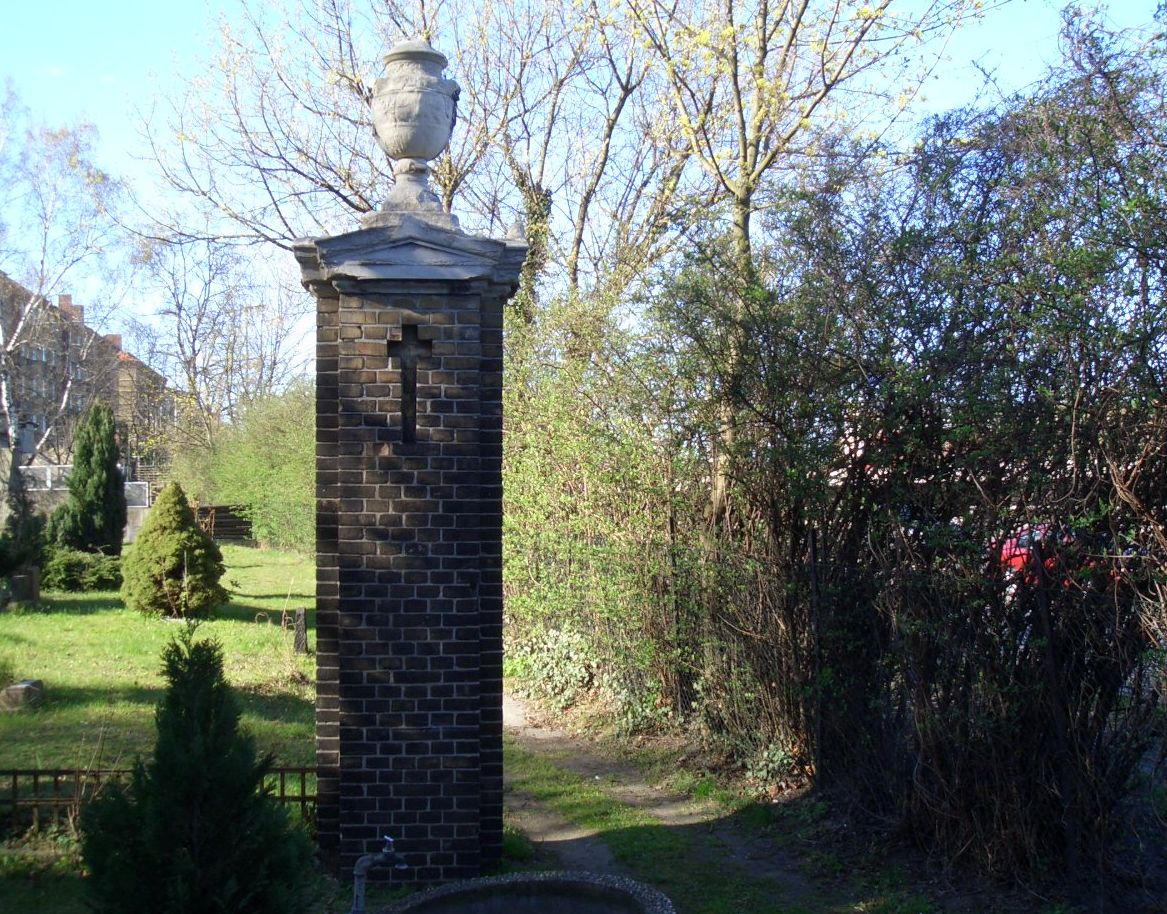
Rest des Eingangstores zum Privatfriedhof der Familie von Ludwig von Schaeffer-Voit, rechts die Autobahn

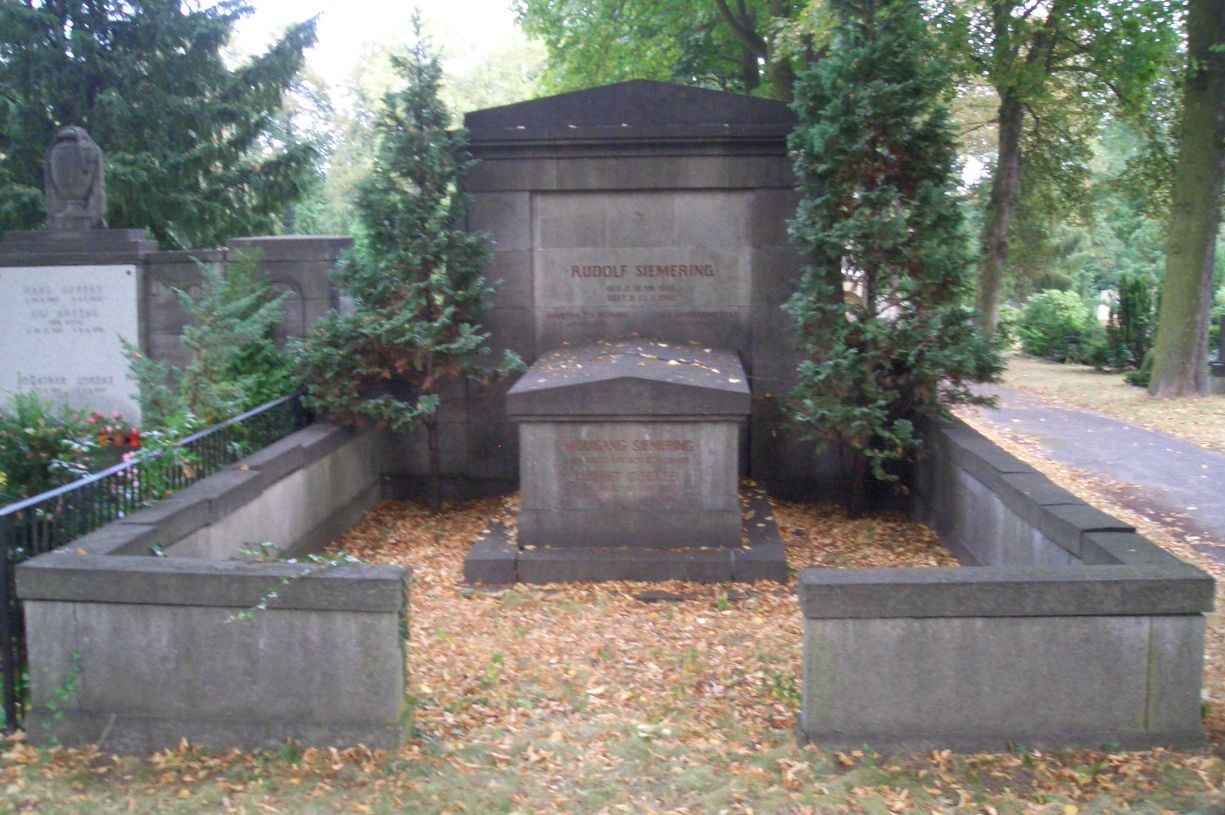
Grab des Bildhauers Rudolf Siemering

Der evangelische Luisenfriedhof II (auch Westend-Friedhof genannt) befindet sich an der
Königin-Elisabeth-Straße 46 in Berlin-Westend. Dem hier gelegenen Haupteingang diagonal gegenüber am Lerschpfad dem S-Bahnhof Westend benachbart befindet sich der Nebeneingang. Dieser Alleequartierfriedhof besitzt eine Fläche von 47.710 m².

## Geschichte
Als im August 1831 die erste Choleraepidemie Charlottenburg erreichte, wurde ein Teil der an der Krankheit verstorbenen Einwohner in den vor den Toren der Stadt liegenden Sandgruben am Spandauer Berg beerdigt. Ende der 1850er Jahre wurde beschlossen, den Seuchenfriedhof zu einem regulären Friedhof herzurichten. Als 1866 die Cholera erneut in Charlottenburg ausbrach, wurde der Beschluss umgesetzt. Der Friedhof wurde mit rechtwinklig kreuzenden Alleen gärtnerisch gestaltet. Die Einweihung des Friedhofs fand am 27. Mai 1867 statt. 1868 wurde die denkmalgeschützte Friedhofskapelle von Rudolf Zeitler fertiggestellt. Der Friedhof wurde in den folgenden Jahren mehrfach erweitert, darunter auch durch einen (ehemaligen) Privatfriedhof der Familie des Zeitschriftenverlegers Ludwig von Schaeffer-Voit, der alleine 2500 Quadratmeter groß war.
Im Juni 1891 wurde mit der Eröffnung des Luisenfriedhofs III in der Fürstenbrunner Straße hier geschlossen. Doch bereits 1902 wurde der Friedhof II auf Grund des starken Bevölkerungswachstums wiedereröffnet. Auf dem Friedhof entstanden mit der Zeit eine Reihe luxuriöser Erbbegräbnisse, die vom wachsenden Wohlstand der Bürger Charlottenburgs Zeugnis geben.
Um 1935 sollte nach den Planungen von Albert Speer zur Gestaltung Berlins als Welthauptstadt Germania der Friedhof westlich und östlich Flächen verlieren. Die Königin-Elisabeth-Straße sowie die benachbarten Eisenbahnanlagen sollten als Ringe um die Stadt ausgebaut werden. In der Zeit des Nationalsozialismus kam es nicht zu diesen Maßnahmen. Aber in der Nachkriegszeit wurde das Erscheinungsbild des Friedhofs durch Verkehrsbauten nachhaltig gestört. Die Königin-Elisabeth-Straße wurde Anfang der 1960er Jahre um 14 Meter auf Kosten des Friedhofs verbreitert. An der Ostseite verlor der Friedhof Flächen für den Bau der Berliner Stadtautobahn. Für beide Maßnahmen wurden zahlreiche Erbbegräbnisanlagen niedergelegt.
Der Bedarf nach Urnenstätten durch den zunehmenden Anteil an Feuerbestattungen und weniger Aufwand für Grabpflege verlangt neue Flächeneinteilungen. Auf dem Friedhof befinden sich viele alte Grabstellen mit repräsentativen Grabsteinen und auch mehrere Gitterstellen. Dennoch finden sich Schilder, dass die Grabstellen ausgelaufen sind. Auch leere Grabumrandungen zeugen vom Wechsel der Sepulkralkultur. Anzumerken ist, dass an der südlichen Friedhofsmauer die Erbbegräbnismale entfernt sind. Davor befinden sich nun jeweils mehrere Urnenstätten.
Kriegsgräber mit Toten aus beiden Weltkriegen, sind im äußersten Rand nahe der Autobahn angelegt. Ein kleines Denkmal steht hier mit bei, oben ist ein Helm, daneben ist ein Fernglas. Zwei Lorbeerkränze von außen, ob es eine Inschrift gab, konnte nicht ermittelt werden. Hier ruhen 226 Kriegstote.

## Gräber bekannter Persönlichkeiten
(* = Ehrengrab des Landes Berlin)
- Hugo von Abercron (1869–1945), Generalmajor sowie Ballonfahrer und Sachbuchautor

- Fernando Baare (1879–1952), preußischer Major im Generalstab und deutscher Unternehmer
- Wilhelm von Bode (1845–1929), Kunsthistoriker, Generaldirektor der Königlichen/Staatlichen Museen
- Richard Boeckh (1824–1907), Professor der Statistik
- Hans Brausewetter (1899–1945), Schauspieler
- Gustav Eilers (1834–1911), Kupferstecher
- Adolph Frank (1834–1916), Chemiker und Universalgelehrter
- Hans Fritsche* (1832–1898), Oberbürgermeister von Charlottenburg
- Karl Friedrich von der Goltz* (1815–1901), preußischer General der Kavallerie
- Leopold Heinrich von der Goltz* (1746–1816), preußischer Generalleutnant, Chef des Leibkürassierregiments und Diplomat
- Robert von der Goltz* (1817–1869), preußischer Diplomat
- Hedwig Heyl (1850–1934), Politikerin, Frauenrechtlerin, in einem Familienmausoleum
- Julius Kohte (1861–1945), Konservator und Hochschullehrer
- Paul Samson Körner (1887–1942), Meisterboxer
- Max Kretzer (1854–1941), Schriftsteller
- Gustav Kromrey, sezessionistisches Grabmal von Gustav Goerke
- Rochus von Liliencron (1820–1912), Mitherausgeber der Allgemeinen Deutschen Biographie
- Otto March (1845–1913), Architekt
- Werner March (1894–1976), Architekt
- Adalbert Matkowsky (1857–1909), erster „königlich preußischer Hofschauspieler“
- Willi Oesterlein* (1909–1992), Stadtältester
- Carl Otto (1875–1916), Bildhauer
- Liselotte Richter* (1906–1968), Philosophin, Religionswissenschaftlerin, Stadträtin
- Gustav Roethe (1859–1926), Germanist
- Fritz Schaudinn (1871–1906), Zoologe, Mitentdecker des Syphilis-Erregers
- Gedenkstein für die Familie Schaeffer-Voit, (ihr Privatfriedhof wurde abgerissen, Abmessungen zum Teil noch erkennbar)
- Alfred Schrobsdorff (1861–1940), Immobilienunternehmer
- Rudolf Siemering (1835–1905), Bildhauer
- Adolf Slaby (1849–1913), Physiker, Begründer der Telefunken-Gesellschaft, mit großer Familie
- Harry Walden (1875–1921), Schauspieler
- Paul Wittig (1853–1943), Baurat, Direktor der Hochbahngesellschaft
- Albert Wolff (1815–1892), Bildhauer
- Julius Wolff (1834–1910), Dichter und Schriftsteller
- Antonie Zerwer (1873–1956), Kinderkrankenpflegerin

## Die Friedhöfe der Luisen-Gemeinde
- Luisenfriedhof I, seit 1815, Guerickestraße 5–9, Berlin-Charlottenburg
- Luisenfriedhof II, seit 1867,  Königin-Elisabeth-Straße 46–50, Berlin-Westend
- Luisenfriedhof III, seit 1891, Fürstenbrunner Weg 37–67, Berlin-Westend